# (6356) Tairov
(6356) Tairov es un asteroide perteneciente al cinturón de asteroides, región del sistema solar que se encuentra entre las órbitas de Marte y Júpiter.
Fue descubierto el 26 de agosto de 1976 por Nikolái Stepánovich Chernyj desde el Observatorio Astrofísico de Crimea.

## Designación y nombre
Designado provisionalmente como 1976 QR fue nombrado así en honor a Vasilij Egorovich Tairov (1859-1938), viticultor y enólogo ruso, autor de un famoso catálogo de vinos. Fue fundador y director del primer instituto de investigación ruso sobre viticultura, cerca de Odesa (ahora el Instituto Tairov de Investigación de Viticultura de Ucrania).

## Características orbitales
(6356) Tairov está situado a una distancia media del Sol de 2,617 ua, pudiendo alejarse hasta 3,094 ua y acercarse hasta 2,141 ua. Su excentricidad es 0,182 y la inclinación orbital 14,381 grados. Emplea 1546,46 días en completar una órbita alrededor del Sol.
Pertenece a la familia de asteroides de (15) Eunomia

## Características físicas
La magnitud absoluta de (6356) Tairov es 12,95. Tiene 8,478 km de diámetro y su albedo se estima en 0,249.